# Lipotriches arnoldi
Lipotriches arnoldi är en biart som först beskrevs av Heinrich Friese 1930.  Lipotriches arnoldi ingår i släktet Lipotriches och familjen vägbin. Inga underarter finns listade i Catalogue of Life.